# Шанявский, Ежи
Ежи Шанявский (пол. Jerzy Szaniawski; 10 февраля 1886, с. Зегжинек (ныне Мазовецкого воеводства Польши) — 16 марта 1970, Варшава) — польский драматург, писатель, эссеист и фельетонист, член Польской академии литературы. Лауреат Государственной премии Польши (1930).

## Биография
Родился в с. Зегжинек у р. Нарев в семье землевладельца. В доме Шанявского поддерживались культурные традиции, часто бывали многие писатели, в том числе Мария Конопницкая, Клеменс Юно́ша и другие.
Окончил варшавскую гимназию и отправился в Лозанну изучать естественные науки в Сельскохозяйственном институте. Через некоторое время вернулся в родительское имение, где жил уединенно, избегая контактов с людьми.
С 1912 года занимался драматургией и литературным творчеством.
Во время Второй мировой войны Е. Шанявский переехал в Варшаву и принял участие в движении Сопротивления. В 1944 году был арестован, после освобождения переехал в Краков, затем в родные края.
Умер Ежи Шанявский 16 марта 1970 года.

## Творчество
Ежи Шанявский дебютировал в 1912 году на страницах «Варшавского курьера» (пол. «Kurjer Warszawski»). Через пять лет его пьеса «Негр» («Murzyn», 1917) была поставлена на сцене столичного Польского театра. Спектакль имел успех и принес автору популярность. В течение следующих лет Шанявский написал еще ряд пьес — «Бумажный любовник» («Papierowy kochanek», 1920), «Сорвиголова» («Lekkoduch», 1923), «Птица» (Ptak, 1923), а в 1924 году написал свой единственный роман — «Любовь и важные вещи» («Miłość i rzeczy poważne»). Пьесы автора ставились на сценах разных польских театров, в том числе театра-лаборатории «Редут» («Reduta») Ю. Остервы.
В 1930-х гг. творчество драматурга пользовалось большой популярностью. Он был отмечен рядом литературных премий, благодаря чему в 1933 году был избран в члены Польской академии литературы. Кроме театральных сцен, его произведения были поставлены как радиоспектакли и послужили сценариями кинофильмов.
Проживая в Кракове, в 1946 году написал пьесу «Два театра»" («Dwa teatry»), а также цикл рассказов о профессоре Тутке. Однако, после того как Шанявский отказался писать в русле соцреализма, который был официально признан основным художественным направлением, в 1949 году подвергся нападкам со стороны коммунистических властей ПНР, в результате чего до 1955 года произведения писателя не печатались.
В 1950 году Ежи Шанявский вернулся в родительское поместье и занялся его восстановлением. В начале оттепели, в 1955 году, Союз польских писателей организовал масштабное празднование юбилея Шанявского. В том же году писатель получил Командорский крест Ордена возрождения Польши. Однако основные произведения Шанявского на тот момент уже были написаны, и новые его пьесы — «Лучники» («Łuczniczki», 1959), «Девять лет» (Dziewięc lat, 1960) — хотя и имели определенный успех, однако были значительно слабее прежних произведений драматурга.
В 1977 году имение писателя в Зегжинеке сгорело, при пожаре погиб архив писателя, в котором хранилось, по воспоминаниям современников, 77 драматургических произведений, из которых изданы были только около тридцати.

## Избранные пьесы
- Murzyn (1917)
- Papierowy kochanek (1920)
- Ewa (1921)
- Lekkoduch (1923)
- Ptak (1923)
- Żeglarz (1925)

Мореход. — М. : ВААП, 1975.
- Adwokat i róże (1929)
- Fortepian (1932)
- Most (1933)
- Dwa teatry (1946)

Два театра // Современные польские пьесы. — М., 1965.
- Kowal, pieniądze i gwiazdy (1948)

Кузнец, деньги и звёзды. — М. : ВААП, 1976.
- Chłopiec latający (1949)
- Łuczniczka (1959)
- Dziewięć lat (1960)

## Радиоспектакли
- Zegarek (1935)
- W lesie (1937)
- Służbista (1938)
- Srebrne lichtarze (1938)
- Dziewczyna z lasu (1939)

## Сценарии кинофильмов
- Клуб профессора Тутки (комедийный сериал 1966—1968)

## Награды
- Офицерский крест Ордена возрождения Польши (1955),
- Крест Заслуги (Польша)
- Государственная премия Польши (1930),
- Литературная премия города Варшавы (1958),
- Премия Варшавского воеводского народного совета (1959),
- Премия молодых им. Влодзимежа Петржака (1962).